# Ваителе
Ваителе — город в Самоа, в округе Туамасага. В Ваителе сосредоточена основная часть промышленности и сферы услуг округа.

## География
Располагается на северном побережье острова Уполу, в заливе Вайусу к западу от столицы — Апиа. Не следует путать с гораздо меньшим посёлком Ваилеле. В окрестностях города располагаются деревни Вайгага, Элизефу, Вайусу, Талиматау, Вайлоа и Эмау.

## Население
По данным переписи 2016 года, население Ваителе составляет 7 972 человека.

## Культура
В городе находится методистская церковь «Ваителе Ута». На южной окраине располагается конно-спортивный комплекс «Клуба скачек Самоа».

## Климат
Климат тропически жаркий, но умеренный из-за постоянно дующих ветров. Как и остальное Самоа, Ваителе подвергается воздействию циклонов.